# Asphyxia (Band)
Asphyxia war eine belgische Thrash-Metal-Band aus Verviers, die im Jahr 1987 gegründet wurde und sich etwa 1993 wieder auflöste.

## Geschichte
Die Band wurde im April 1987 von den Gitarristen Yves und Roland Cluckers gegründet. Kurze Zeit später kam Schlagzeuger Da Cardoen hinzu. Die Posten des Sängers und Bassisten wechselten stetig, bis schließlich Sänger Carlos Ramos und Bassist Leo Johanns im Jahr 1988 zur Band kamen. Kurz darauf verließ Roland Cluckers die Band. Die Gruppe spielte zu viert weiter. Nach der Veröffentlichung des Demos Capitol Punishment wechselte Leo Johanns vom Bass zur Gitarre, wodurch Calo Faki als neuer Bassist zur Band kam. Am 26. Mai 1990 nahm die Band an einem Festival teil, auf dem auch Bands wie Cyclone, Patriarch, Tankard, Murphy’s Law und Sepultura teilnahmen.
Im August 1990 erreichte die Band einen Vertrag mit Rumble Records. Die Gruppe begab sich mit den Produzenten André Gielen und Jos Kloek in das Init Sound Studio um ihr Debütalbum Violence First aufzunehmen, für das der Dezember 1990 als Erscheinungszeitraum vorgesehen war. Es folgten Auftritte am 30. Dezember in Aalst und am 5. Januar 1991 in Leuven mit Channel Zero, Cry of Terror und Deadly Intentions. Rumble Records verschob den Veröffentlichungstermin des Albums, sodass der Tonträger am 18. Februar 1991 unter dem Namen Exit: Reality erschien. Zu dieser Zeit verließ Gitarrist Leo Johanns die Band. Am 23. Februar 1991 folgte zur Veröffentlichung des Albums ein Konzert in Chaineux, nahe Verviers. Als Vorbands traten Rising Nation und Chanel Zero auf. Neben den Lieder aus Exit: Reality, waren auch zwei neue Lieder, sowie eine Coverversion von Sepulturas Inn Self zu hören. Es folgten weitere Auftritte, darunter ein Konzert am 13. April 1991 mit Cyclone und am 21. April mit Cyclone und Anesthesy. Am 9. November 1991 spielte die Band in Chaineux mit Evil Sinner und Hidden Rage. Am 31. Dezember folgte in Gent das letzte Konzert des Jahres erneut mit Evil Sinner.
Im Jahr 1992 gab es Probleme in der Besetzung; gegen Ende des Jahres bestand die Band aus Da Cardoen, Carlos Ramos und Yves Cluckers sowie Gitarrist Christian Olde Wolbers und Bassist Alain Van Roy. Am 14. November 1992 folgte ein weiterer Auftritt mit Cyclone, dem sich am 26. Dezember ein Konzert mit Cyclone und Chanel Zero anschloss. In dieser neuen Besetzung nahm die Band ein Demo auf und veröffentlichte es Anfang 1993. Am 6. Februar spielte die Band in Sint-Lievens-Houtem auf einem Konzert mit Bands wie Anesthesy, Channel Zero, Cyclone, Exoto und Lethal Impact. Am 4. September 1993 spielte die Band in Tienen mit Bands wie Brainwave, Paralysis und Typhoon. Das letzte bekannte Konzert ereignete sich am 4. Dezember in Alleur mit Decision D, Mambassa B.B. und Infected. Danach löste sich die Band auf. Christian Olde Wolbers trat später Fear Factory bei.

## Stil
Die Band spielte klassischen Thrash Metal, der sich an der Musik der San Francisco Bay Area orientiert. Die Band erinnert vereinzelt an Slayer.

## Diskografie
- 1988: The Epidemical Way of Living (Demo, Eigenveröffentlichung)
- 1989: Capitol Punishment (Demo, Eigenveröffentlichung)
- 1991: Exit: Reality (Album, Rumble Records)
- 1993: Anarchy (Demo, Eigenveröffentlichung)